# بنك الصين
مؤسسة بنك الصين المحدودة (بالصينية: 中国银行股份有限公司) أو بنك أوف تشاينا (بالإنكليزية: Bank of China) وهو أحد أكبر أربعة بنوك تجارية مملوكة للدولة في الصين. بنك الصين منفصل قانوناً عن بنك الصين التابع له (هونغ كونغ)، على الرغم من أنهما يحتفظان بعلاقات وثيقة في الإدارة والتنظيم والتعاون في العديد من المجالات بما في ذلك إعادة بيع خدمات التأمين والأوراق المالية في بنك الصين.
تأسست في عام 1912 من قبل الحكومة الجمهورية لتحل محل بنك داتشينغ . هذا هو أقدم بنك في الصين القارية لا تزال موجودة. من إنشائها حتى عام 1942، أصدرت الأوراق النقدية نيابة عن الحكومة إلى جانب «الأربعة الكبار» في هذه الفترة: بنك المزارعين في الصين، وبنك الاتصالات والبنك المركزي لجمهورية الصين. مقرها الرئيسي في مقاطعة شيتشنغ، بكين.
اعتبارًا من 31 ديسمبر 2009، كانت ثاني أكبر بنك في الصين بشكل عام، وخامس أكبر بنك في العالم من حيث القيمة السوقية.
اعتبارا من نهاية عام 2017، كان رابع أكبر بنك في العالم من حيث الأصول، في المرتبة بعد البنوك الصينية الثلاثة الأخرى.

## التاريخ

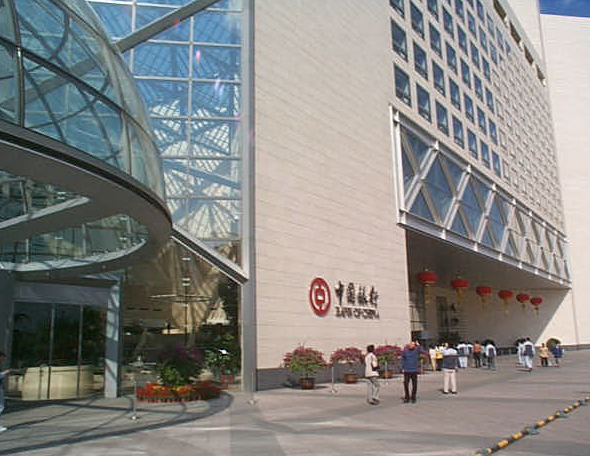
مقر بنك الصين ، بكين ، الصين. الهندسة المعمارية بواسطة IM Pei.

بدأ تاريخ بنك الصين في عام 1905، عندما أنشأت حكومة تشينغ بنك داتشينغ هوبو (大 淸 戶 部 銀行) في بكين، والذي تم تغيير اسمه في عام 1908 إلى بنك داتشينغ (大 淸 銀行). عندما تأسست جمهورية الصين في عام 1912، تم تغيير اسمها إلى بنك الصين من قبل حكومة الرئيس صن يات صن، مضيفًا دورًا جديدًا للبنك المركزي.
بعد انتهاء الحرب الأهلية الصينية في عام 1949، انقسم بنك الصين فعليًا إلى عمليتين. انتقل جزء من البنك إلى تايوان مع حكومة الكومينتانغ، وتم خصخصته في عام 1971 ليصبح البنك التجاري الدولي للصين. في عام 2002، اندمج مع بنك تشياو تونج ليصبح بنك ميجا التجاري الدولي. عملية البر الرئيسي هي الكيان الحالي المعروف باسم بنك الصين.
هذا هو ثاني أكبر بنك في الصين بشكل عام، وخامس أكبر بنك في العالم من حيث القيمة السوقية. مرة واحدة 100٪ مملوكة من قبل الحكومة المركزية، عبر الصين هويجين المركزية والمجلس الوطني لصندوق الضمان الاجتماعي (SSF)، وهو الطرح العام الأولي (IPO) من أسهمها وقعت في يونيو 2006، والتعويم الحر في الوقت الحاضر أكثر من 26٪. في Forbes Global 2000، احتلت المرتبة الرابعة بين أكبر الشركات في العالم.
إنها أكثر البنوك الصينية نشاطًا على مستوى العالم، ولها فروع في كل قارة مأهولة. خارج البر الرئيسي للصين، يعمل أيضًا في 27 دولة ومنطقة بما في ذلك أستراليا وكندا والمملكة المتحدة وأيرلندا وفرنسا وألمانيا وإيطاليا ولوكسمبورغ وروسيا والمجر والولايات المتحدة وبنما والبرازيل واليابان وجمهورية كوريا وسنغافورة، تايوان، الفلبين، فيتنام، ماليزيا، تايلاند، إندونيسيا، كازاخستان، البحرين، زامبيا، جنوب إفريقيا، ومكتب فرعي في جزر كايمان. في ديسمبر 2010، بدأ فرع بنك الصين في نيويورك تقديم منتجات الرنمينبي للأمريكيين. كان أول بنك صيني كبير يقدم مثل هذا المنتج.
على الرغم من وجودها في البلدان / الأقاليم المذكورة أعلاه، إلا أن عملياتها خارج الصين تمثل أقل من 4٪ من نشاط البنك من خلال الأرباح والأصول. حسابات البر الرئيسى للصين 60 ٪ من البنك من الأرباح و 76 ٪ من الأصول في ديسمبر 2005. [بحاجة لمصدر]

## الجدول الزمني للأنشطة في الخارج

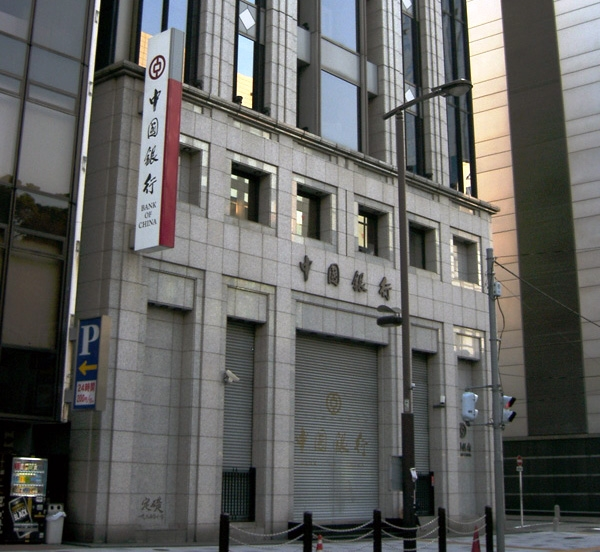
فرع طوكيو

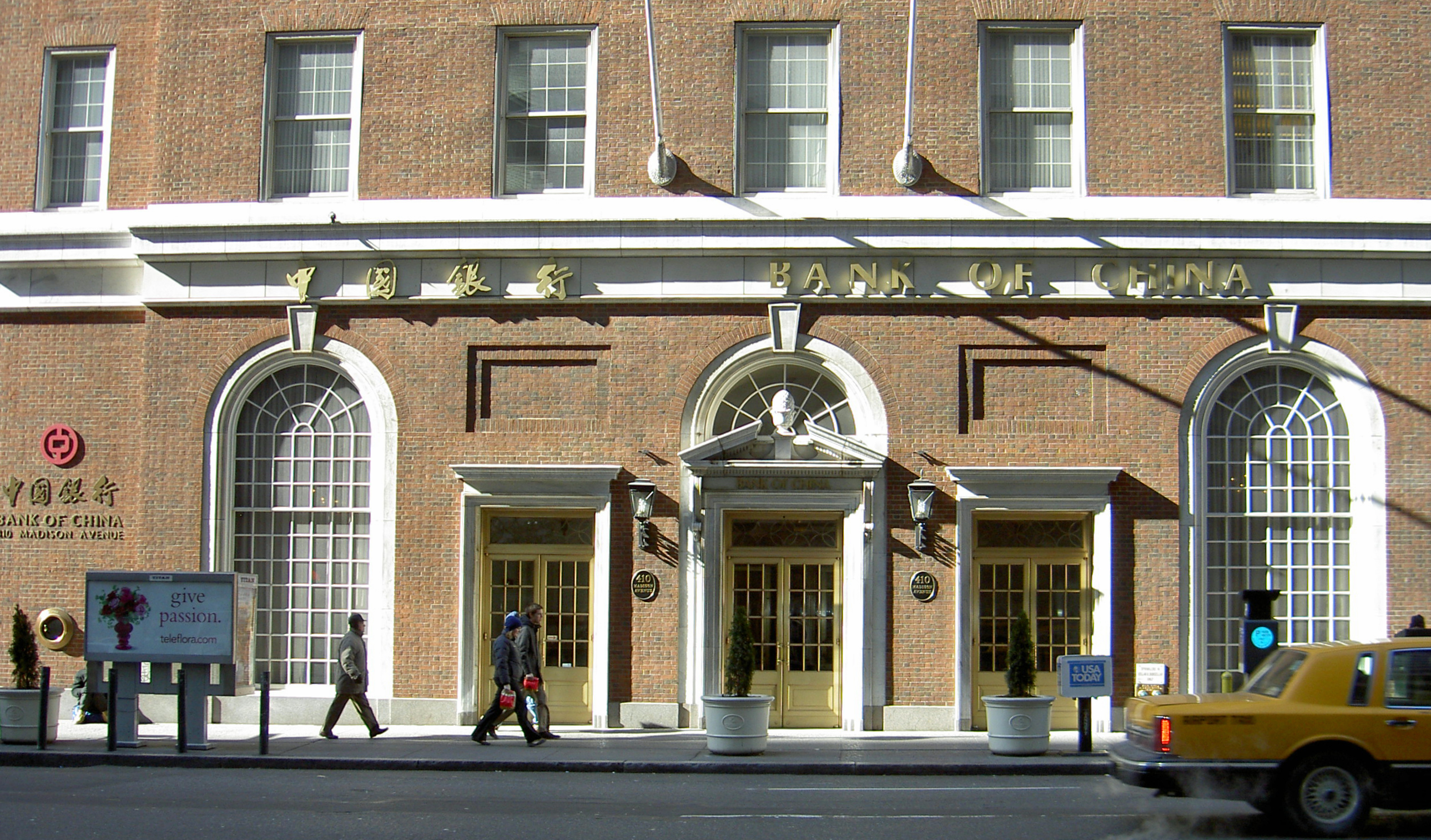
410 ماديسون افي
مدينة نيويورك

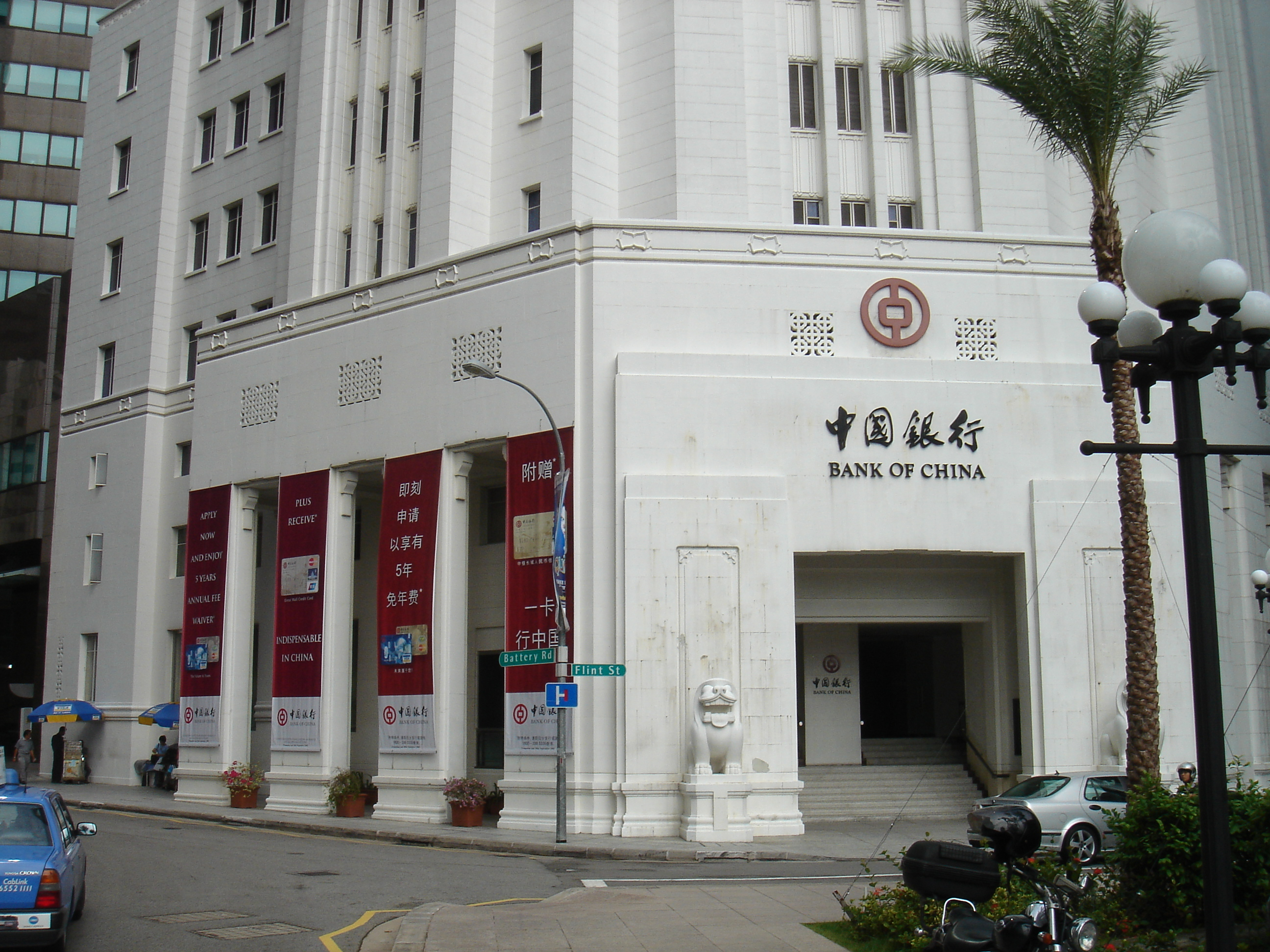
بناء بنك الصين في سنغافورة

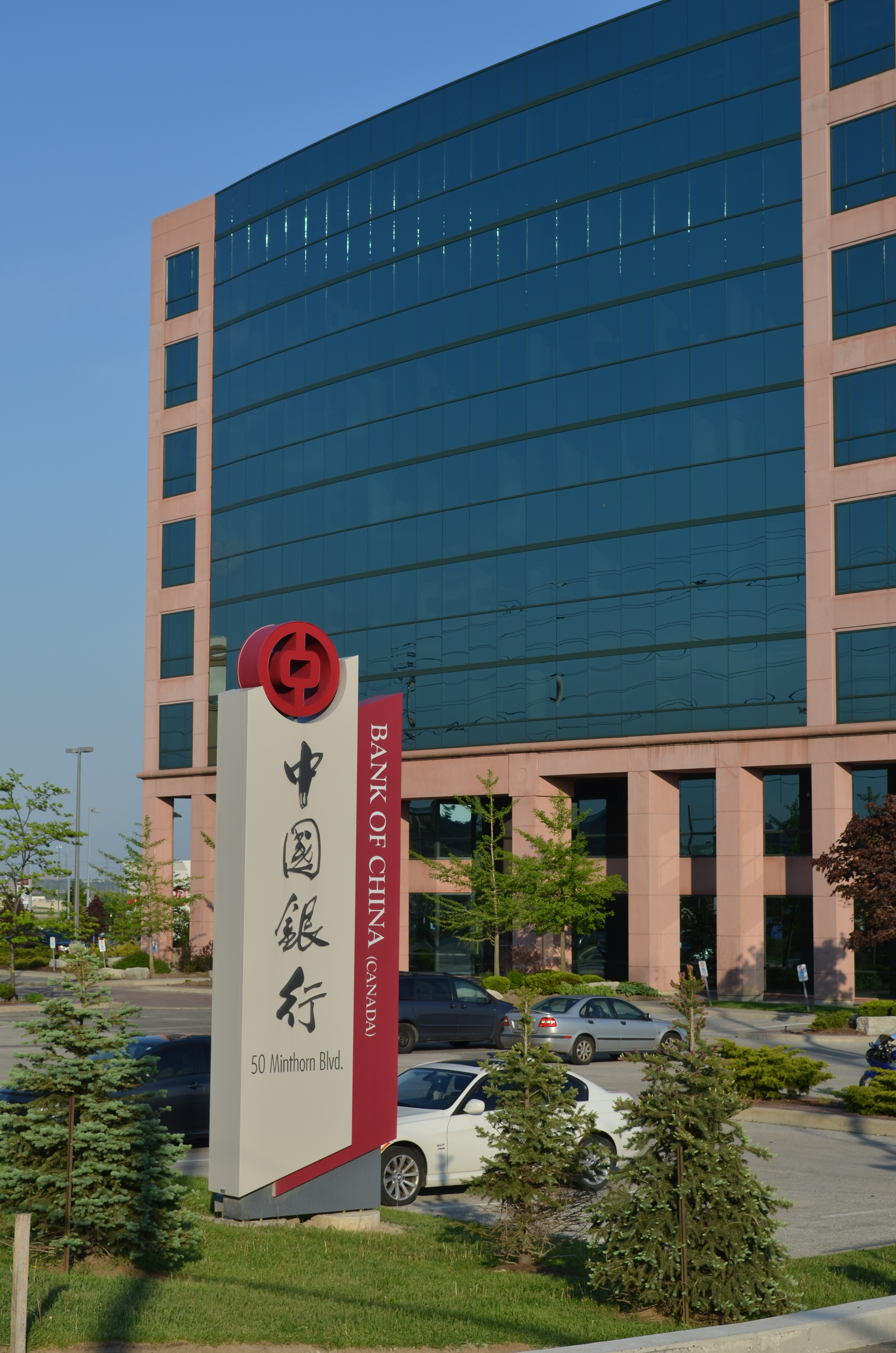
بنك الصين (كندا) في ماركهام ، أونتاريو

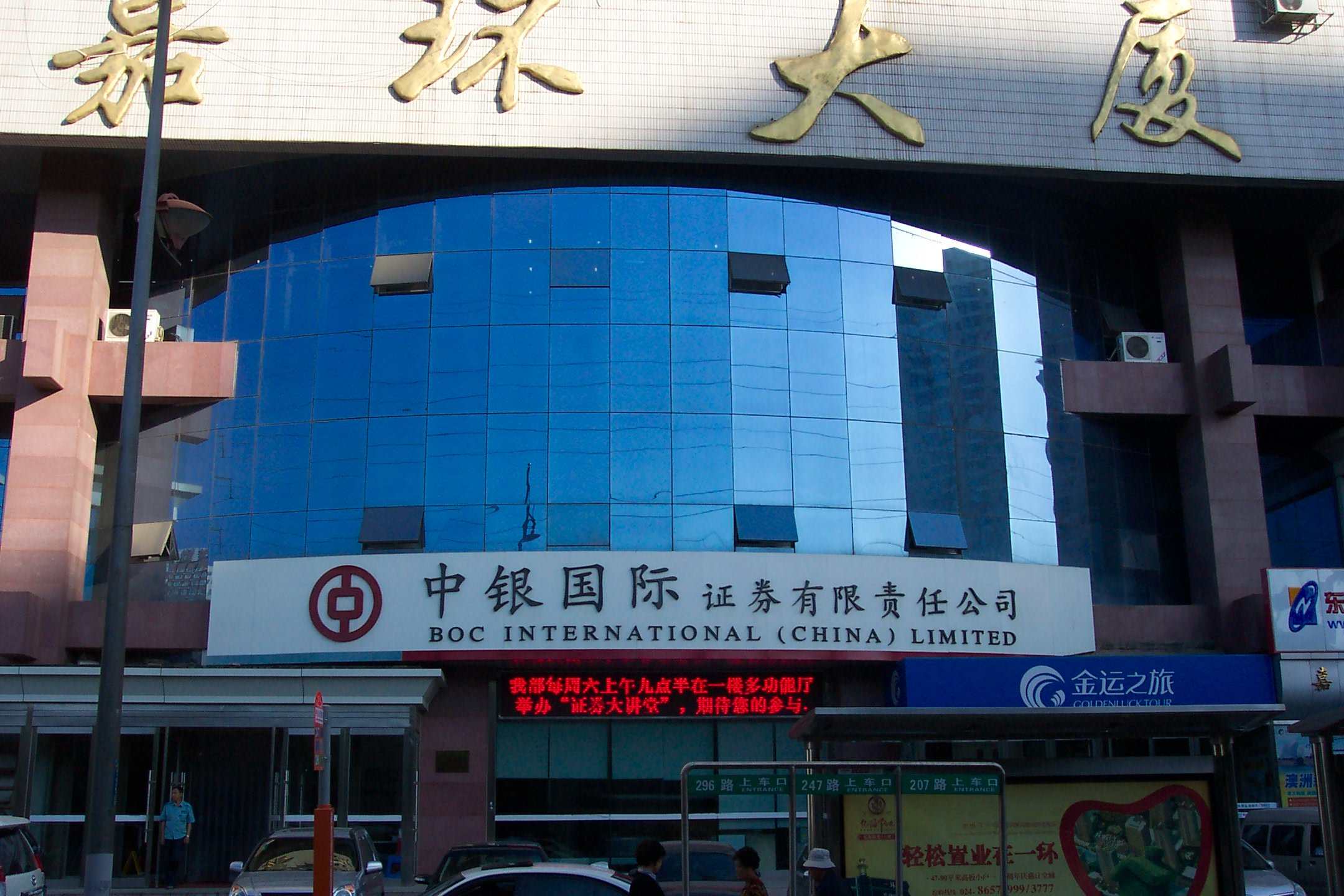
بنك الصين في شنيانغ

## هونغ كونغ

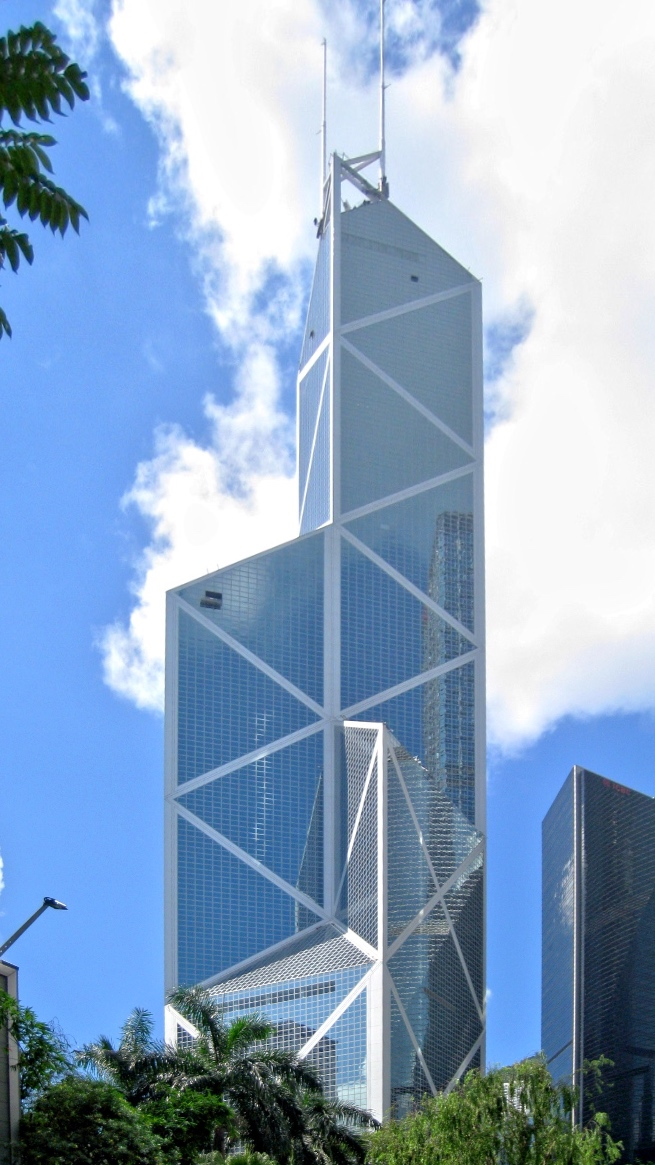
برج بنك الصين في هونغ كونغ – رمز مالي ومعماري لنمو الأسواق العالمية

بدأت عملياتها في هونغ كونغ في عام 1917 وأصبحت لاعبة رئيسية هناك. [بحاجة لمصدر] أصبح بنكًا لإصدار الأوراق المالية في هونغ كونغ عام 1994، وفي ماكاو عام 1995. [بحاجة لمصدر]
في عام 2001، أعادت تجميع عملياتها في هونغ كونغ في بنك الصين (هونغ كونغ)؛ ثم تم ادراجها في بورصة هونغ كونغ في أكتوبر 2002. ثلثا رأسماله في حالة تعويم حر. يقع المقر الرئيسي للبنك في هونغ كونغ في برج بنك الصين، الذي صممه المهندس المعماري الشهير أي ام بي، وتم افتتاحه للجمهور في عام 1990 باعتباره أطول مبنى في هونغ كونغ في ذلك الوقت. [بحاجة لمصدر]
أدرجت في بورصة هونغ كونغ للأوراق المالية عن طريق طرح أكبر طرح عام أولي في العالم من قبل أي مؤسسة منذ عام 2000 في 1 يونيو 2006، حيث جمعت 9.7 مليار دولار أمريكي. اجتذب الاكتتاب العام 286 مليار دولار هونغ كونغ (36.7 مليار دولار أمريكي) في طلبات البيع بالتجزئة وكان الاكتتاب في الاكتتاب في تاريخ بورصة هونغ كونغ. تم زيادة العرض بمقدار 76 مرة تقريبًا. على الرغم من أن بعض المحللين الماليين نصحوا بالحذر بسبب المبالغ المقلقة للقروض المتعثرة، فإن هذا بالكاد ردع المستثمرين. بدأ سعر سهم الاكتتاب العام عند 2.95 دولار هونغ كونغ للسهم وقفز بنسبة 15 ٪ (إلى 3.40 دولار هونغ كونغ) بعد اليوم الأول من التداول.
في عام 2008، توج بنك الصين بصفقة أفضل صفقة للعام - سوق الديون للعام في حفل توزيع جوائز ALB Hong Kong Law لعام 2008.

## حقائق أساسية
- تمتلك أكثر من 6,951.68 مليار يوان من الأصول، مما يجعلها جزءًا من Fortune Global 500 على مدار الأعوام السبعة عشر الماضية.
- هذا هو ثاني أكبر بنك في الصين بشكل عام، وأكبر بنك في غير المؤسسات، وأكبر بنك في سوق العملات الأجنبية (أكبر بنك في الصين هو البنك الصناعي والتجاري الصيني).
- جميع الفروع الخارجية تابعة فقط لفروع بنك الصين في الصين. هذا يعني أنه إذا قمت بإيداع الأموال في فرع الصين، فلن تتمكن من الوصول إلى أموالك في الفروع الخارجية. اعتبارًا من عام 2018 (ربما في وقت سابق)، يُسمح بسحب الأموال في الولايات المتحدة من الودائع المصنوعة في الصين، ولكن قد تكون محدودة بمبلغ 15000 دولار لكل فترة 12 شهرًا.
- الخدمات المصرفية عبر الإنترنت من بنك الصين، نيويورك متاحة للحسابات بالدولار الأمريكي والوصول عبر الإنترنت لإيقاف المدفوعات والتحويلات البنكية والتحويلات المالية.[14] Great Wall debit MasterCard متاح لأصحاب الحسابات.
- لدى بنك الصين، نيويورك موقعان: 410 Madison (مفتوح من الاثنين إلى الجمعة) و 42 East Broadway (مفتوح لمدة سبعة أيام). تعمل أيضًا كمركز لتبادل المعلومات على مدار الساعة طوال أيام الأسبوع عن التحويلات البنكية وإيقاف الدفعات (مما يتيح الدفع في الوقت الفعلي إلى الصين).

## العملات الورقية
على الرغم من أنه ليس البنك المركزي، يتم ترخيص بنك الصين لإصدار الأوراق النقدية في اثنين من الصين المناطق الإدارية الخاصة. حتى عام 1942، أصدر بنك الصين الأوراق النقدية في الصين القارية نيابة عن حكومة جمهورية الصين. اليوم، يصدر البنك الأوراق النقدية في هونغ كونغ والأوراق النقدية في ماكاو، إلى جانب البنوك التجارية الأخرى في تلك المناطق.

## الملكية
اعتبارًا من 30 سبتمبر 2015، كان أكبر المساهمين في الأسهم العادية لبنك الصين (كلا من الأسهم «أ» و «إتش»):
- الصين المركزية Huijin (ذراع الاستثمار لحكومة جمهورية الصين الشعبية): 64.63 ٪ (ألف سهم)
- HKSCC Nominees Limited (حساب مرشح): 27.78٪ (أسهم H)
- تشاينا سيكيوريتيز فاينانس (شخص مملوك للدولة): 2.90٪ (أسهم)

اعتبارًا من 30 سبتمبر 2015، كان أكبر المساهمين في أسهم تفضيلات بنك الصين (المحلية والخارجية):
- بنك أوف نيويورك ميلون (البنك الوصي): 39.96 ٪ (في الخارج)
- تشاينا موبايل للاتصالات: 18.01 ٪ (المحلية)
- الشركة الوطنية الصينية للتبغ: 5.00٪ (محلي)
- تشونغ وى العقارية: 3.00 ٪ (المحلية)

## مسائل

### ضمان فضيحة في بولندا
بعد انسحاب COVEC من استكمال بناء الطريق السريع A2 في بولندا، كان بنك الصين يدفع ضمان الأداء إلى مؤسسة الطرق الحكومية البولندية GDDKiA . ومع ذلك، مع بنك التصدير والاستيراد الصيني، رفضوا دفع هذا؛ قام دويتشه بنك فقط بالوفاء بالتزاماته بموجب قرار المحكمة.

### فولتز ضد. بنك الصين
في 8 أغسطس 2008، رفعت عائلة دانييل فالتز، وهو مراهق أمريكي قُتل في هجوم إرهابي عام 2006 في إسرائيل، دعوى ضد بنك الصين في محكمة المقاطعة الأمريكية لمقاطعة كولومبيا. ونقلت القضية في وقت لاحق إلى محكمة الولايات المتحدة المحلية، المنطقة الجنوبية من نيويورك، حيث لا يزال التقاضي مستمرا. في 29 أكتوبر 2012، أصدر الأونرابل ج. شيندلين قرارًا يقضي بإجبار بنك الصين على توفير الاكتشاف.

### التحويلات المالية المزعومة إلى حماس
في عام 2012، رفعت عائلات ثمانية من ضحايا الإرهاب في مذبحة ميركاز هراف عام 2008 في القدس دعوى قضائية $1 billion ضد بنك الصين. أكدت الدعوى أنه في عام 2003 قام فرع البنك في نيويورك بتحويل ملايين الدولارات إلى حماس من قيادتها في سوريا وإيران. فيما بعد نفى بنك الصين تقديم الخدمات المصرفية للجماعات الإرهابية: «لقد اتبع بنك الصين بشكل صارم متطلبات وأنظمة الأمم المتحدة لمكافحة غسل الأموال وتمويل الإرهاب في الصين وغيرها من المجالات القضائية التي نعمل فيها».

### غسيل أموال
في عام 2014 نفى بنك الصين تقارير التلفزيون المركزي الصيني من غسل الأموال.
- قائمة شركات إدارة الأصول في جمهورية الصين الشعبية
- احتياطيات النقد الأجنبي لجمهورية الصين الشعبية
- BOC Aviation - شركة تأجير طائرات مقرها سنغافورة مملوكة لشركة BOC